# Louise Homer
Louise Beatty Homer (Pittsburgh, Pensilvània, 30 d'abril del 1871 - Winter Park, Florida, 6 de maig del 1947) va ser una contralt dramàtica operística nord-americana que va tenir una activa carrera internacional a sales de concerts i teatres d'òpera des de 1895 fins a la seva jubilació el 1932.
Després d'un breu període com a animadora de vodevil a Nova Anglaterra, va fer el seu debut professional a França l'any 1898. Després es va convertir en membre de l'Òpera Metropolitana de 1900 a 1919 i de nou de 1927 a 1929. També va ser activa com a cantant d'òpera a Boston, Chicago i Califòrnia. Va gravar àmpliament per a Victor Records i Columbia Records a les primeres dècades del segle xx. Va estar casada amb el compositor Sidney Homer durant 52 anys. El compositor Samuel Barber era el seu nebot.
Homer va cantar un ampli repertori que abastava obres dels repertoris francès, alemany i italià. Va tenir un èxit particular a les òperes de Giuseppe Verdi i Richard Wagner. Sovint va afirmar a les entrevistes que el seu paper preferit per interpretar era Amneris a lAïda de Verdi. Al Met va cantar en diverses estrenes als Estats Units i va crear papers en dues estrenes mundials: la bruixa a Königskinder d'Engelbert Humperdinck i el paper principal a Mona d'Horatio Parker. La soprano Nellie Melba la va aclamar una vegada com "la veu més bella del món". El 1923 i el 1924 va ser catalogada com una de les 12 dones vives més grans per la National League of Women Voters.

## Joventut i carrera
Homer va néixer Louise Dilworth Beatty. El seu pare, el reverend William Trimble Beatty, va ser un ministre presbiterià que va fundar el "Pennsylvania Female College" (ara Chatham University). El seu pare va expressar inicialment la seva preocupació per la desitjada carrera de cantant de la seva filla per motius religiosos, creient que aquests regals estaven destinats únicament al culte dins de l'església. No obstant això, Louise finalment va poder convèncer el seu pare que podia emprar els seus dots vocals fora de l'església sense estar en pecat, moment en què se li va donar permís per seguir una educació musical. Va començar la seva formació vocal a Filadèlfia, però finalment va acabar a Boston.
A Boston Homer va conèixer el compositor Sidney Homer amb qui es va casar l'any 1895. Van romandre casats fins a la seva mort més de cinc dècades després i van tenir sis fills junts, incloent els autors Joy Homer i Anne Homer, així com Louise Homer, una soprano. Pocs mesos abans del seu matrimoni, Homer va fer el seu debut a l'escenari el gener de 1895 en una producció de vodevil a la "Keith's Opera House" de Providence, Rhode Island. El febrer següent va aparèixer a la "Bijou Opera House" de Boston a l'espectacle de vodevil Our Uncle Dudley en un repartiment que també incloïa l'estrella de Broadway Marie Cahill i l'actor i director de cinema mut Frank Currier. Mentre perfeccionava encara més el seu ofici, va passar els anys següents actuant periòdicament en funcions organitzades per membres de la societat d'elit de Boston.
El 1898 Homer va anar a França per estudiar a París amb Fidèle König i Paul Lhérie. Va fer el seu debut operístic professional com a Léonore a La favorite de Donizetti a Vichy el 1898. L'any següent va actuar a la Royal Opera House de Londres abans d'anar a Brussel·les on va estar compromesa al Théâtre de la Monnaie durant vuit mesos.

## Louise Homer al Met
Homer va fer el seu debut a l'òpera americana al Metropolitan Opera House de Nova York l'any 1900 cantant Amneris a lAïda de Verdi.
Va cantar al Met durant 19 temporades consecutives, sovint cantant al costat de cantants tan aclamats com Enrico Caruso, Geraldine Farrar i Ernestine Schumann-Heink. Al Met, va crear papers en dues estrenes mundials: la bruixa a Königskinder (1910) d'Engelbert Humperdinck i el paper principal a Mona (1912), d'Horatio Parker. També va cantar a les estrenes americanes de Manru d'Ignacy Jan Paderewski (1902, Hedwig), Parsifal de Richard Wagner (1903, La veu des de dalt), Armide de Christoph Willibald Gluck (1910, Odi) i Boris Godunov de Mussorgski (1913, com Marina amb Arturo Toscanini a la direcció. També va cantar Suzuki a l'estrena del Met de Madame Butterfly de Puccini en presència del compositor l'11 de febrer de 1907. Va deixar el Met a finals de març de 1919, però va tornar a la companyia a finals de 1927.
Homer va cantar un repertori variat al Met que incloïa parts de diferents períodes musicals i idiomes. Alguns dels molts papers en què va aparèixer a l'escenari del Met van ser Azucena a Il trovatore, Brangäne a Tristan und Isolde, Dalila a Samson et Dalila, Emilia a Otello, Erda a Siegfried, Fidès a Le prophète, tant Flosshilde com Waltraute a Götterdämmerung, Fricka i Schwertleite a Die Walküre,Marek, Dan H. (2016). Alto: The Voice of Bel Canto. Rowman & Littlefield. p. 186. ISBN 9781442235892.</ref> She appeared as Lucile Lawrence in an open-air performance of Verdi's Requiem at the Polo Grounds, New York conducted by Louis Koemmenich in 1916.</ref> Laura a La Gioconda, Lola a Cavalleria rusticana, Maddalena a Rigoletto, Magdalen a Die Meistersinger von Nürnberg, Marguerite a La Dame blanche, tant Marta com Pantalis a Mefistofele, Mistress Quickly a Falstaff, Nancy a Martha, Naoia a The Pipe of Desire de Frederick Converse, Orfeo a Orfeu i Eurídice, Ortrud a Lohengrin, la segona dama a La flauta màgica, Siebel a Faust, Urbain a Les Huguenots, Ulrica a Un ballo in maschera, Venus a Tannhäuser, i la bruixa a Hänsel und Gretel. També va cantar en nombrosos concerts al Met, com a solista en les interpretacions de El Messies de Händel, l'Stabat Mater de Rossini i el Rèquiem de Verdi. La seva darrera actuació amb la companyia va ser com a Amneris el novembre de 1929.[4] Homer es va retirar dels escenaris el 1932.

## Altres treballs
Mentre actuava al Met, Homer va ser simultàniament membre de la Boston Opera Company (BOC) des de 1909 fins a 1915. Va interpretar notablement La Cieca a la producció inaugural del BOC de La Gioconda el 8 de novembre de 1909 amb Lillian Nordica en el paper principal; una producció que també va marcar la gran inauguració de la Boston Opera House. Més tard va ser membre de l'Òpera Cívica de Chicago del 1922 al 1931. El 1926 va cantar el paper de Dalila a Samson and Delilah de Camille Saint-Saëns a l'Òpera de San Francisco i també va cantar en diverses produccions a Los Angeles durant la dècada de 1920.
Louise Homer, juntament amb la seva filla Louise Homer Jnr, van cantar un repertori de duets i van gravar diversos himnes per a Victor Records, com O' Morning Land, Sabbat Mater, my Ain Countrie i més. Louise Homer Jnr, una veu de soprano lírica amb una puresa de to inusual va fer el seu debut en solitari el 1917 a l'acadèmia de música de Filadèlfia i va cantar en un concert conjunt amb la seva mare el 1921 al Carnegie Hall. La filla de Louise Homer, Kay (Katherine, o Kat) havia estudiat música a Nova York i era una bona pianista. El 1926, a l'edat de 19 anys, Kay Homer va fer una gira amb la seva mare, Louise Homer, tocant acompanyament de piano en els concerts de la seva mare i també encarregant-se dels arranjaments del viatge i les responsabilitats de la consulta. Louise Homer Jnr també actuaria junts en alguns d'aquests recitals.
Louise Homer va gravar diversos himnes cristians a duet amb Alma Gluck, entre ells "Rock of Ages", "Whispering Hope", "One Sweetly Solemn Thought" i "Jesus, Lover of My Soul".

## Mort
Homer va morir d'una malaltia cardíaca el 6 de maig de 1947, als 76 anys a Winter Park, Florida, després de cinc setmanes de mala salut. Ella i el seu marit s'havien traslladat a Winter Park vuit anys abans.